# 2016年の鉄道
2016年の鉄道（2016ねんのてつどう）とは、2016年（平成28年）に起こった鉄道関係の出来事をまとめたページである。
2015年の鉄道 - 2016年の鉄道 - 2017年の鉄道

## 出来事の一覧

### 1月
- 1月1日
  - 北海道旅客鉄道
    - （運転見合わせ）海峡線切り替え工事で全列車運休[1]。フェリーが代行輸送を行った[2]。

  - 台湾鉄路管理局
    - （相互利用開始） 屏東線 潮州 - 枋寮で全国相互利用IC利用開始
- 1月14日
  - 日本・パナマ
    - （締結）中米のパナマの都市鉄道が日本方式のモノレールを採用[3]。
- 1月27日
  - 東海旅客鉄道
    - （工事着工）リニア中央新幹線品川駅工事着工[4]。
- 1月28日
  - 東海旅客鉄道・西日本旅客鉄道
    - （IC導入発表）東海道新幹線・山陽新幹線で2017年をめどに交通系ICで乗車するシステムが発表された、ただし新幹線はクレジットカード決済になる[5]。
- 1月30日
  - 新盆唐線
    - （延伸） 新盆唐線 亭子駅 - 光教駅
- 1月31日
  - 阪堺電気軌道
    - （路線廃止） 上町線 住吉停留場 - 住吉公園駅 (0.2 km)[6][注 1]。
    - （駅廃止） 住吉公園駅（上町線）[6]

  - 叡山電鉄
    - （利用終了） スルッとKANSAIカード（プリペイド型）利用終了[7]。

### 2月
- 2月3日
  - 仁川国際空港公社
    - （開通）仁川空港磁気浮上鉄道[8] 仁川国際空港駅 - 龍遊駅
- 2月13日・2月20日（札幌発）、2月14日・2月21日（青森発）
  - 北海道旅客鉄道
    - （運休）急行はまなす[9]
- 2月15日
  - 
    - （開通）中国＝イラン横断路線（上海-バンダレ・アッバース, 9500 km, 14日間）[10]

  - モスクワ地下鉄公社
    - （延伸）モスクワ地下鉄ソコーリニチェスカヤ線で200番目となる新駅（サラリエヴォ駅）開業[11]
- 2月18日
  - モスクワ地下鉄公社
    - （?）モスクワ地下鉄環状線で自動運転の列車運行が始まる[12]
- 2月19日 - 4月中旬
  - 九州旅客鉄道
- 2月27日
  - 韓国鉄道公社
    - （再開業）松島駅 - 仁川駅間が再開業。 [13]

### 3月
- 3月1日
  - 函館市企業局
    - （停留場名改称） 函館アリーナ前（市民会館前） ← 市民会館前（函館アリーナ前）[14]（湯の川線）

  - 台湾鉄路管理局
    - （相互利用開始） 北廻線 蘇澳新 - 花蓮で全国相互利用IC利用開始[15]
- 3月3日
  - 北海道旅客鉄道
    - （燃料切れ） 根室本線 古瀬駅 - 白糠駅間走行中の普通列車が、燃料切れのため立ち往生[16][17]。
- 3月5日
  - 西武鉄道
    - （ホームドア導入）西武池袋線池袋駅2番ホームのホームドア使用開始[18]。
- 3月12日
  - 愛知高速交通
    - （manaca導入）東部丘陵線全駅、名古屋市交通局との連絡定期も発売開始。3月11日限りでリニモカード・回数券の販売終了[19]。

  - 名古屋ガイドウェイバス
    - （相互利用開始）ガイドウェイバス志段味線で交通系10種のICが利用可能に[20]。

  - 名古屋臨海高速鉄道
    - （相互利用開始）あおなみ線で交通系10種のICが利用可能に[21]。これで現在のmanacaエリアは、全路線相互10種対応になる[注 2]。
- 3月14日
  - 名古屋鉄道
    - （駅ナンバリング導入）全線全駅[22][注 3]。
- 3月16日
  - 叡山電鉄
    - （PiTaPa導入）全線全駅。全国相互利用サービスにも対応[23]。
- 3月19日
  - 寧波軌道交通
    - （延伸） 1号線 東環南路駅 - 霞浦駅
- 3月19日（上野発）-20日（札幌発着） - 21日（上野着）
  - 北海道旅客鉄道・東日本旅客鉄道
    - （運転終了） カシオペア[注 4][24]
- 3月20日（札幌発）・21日（青森発）
  - 北海道旅客鉄道・東日本旅客鉄道
    - （運転終了）急行はまなす（定期急行列車全廃）[注 5]
- 3月21日
  - 北海道旅客鉄道・東日本旅客鉄道
    - （運転終了） スーパー白鳥・白鳥[注 6]
- 3月22日 - 3月25日
  - 北海道旅客鉄道
    - （運休）海峡線旅客列車
    - （昇圧）海峡線（交流20,000V・50 Hz→25,000V・50 Hz）
    - （信号切替）海峡線（ATC-L→DS-ATC）
- 3月23日
  - 熊本電気鉄道
    - （相互利用開始）鉄道線で10種IC利用開始。ただし、SF利用と現金チャージのみ取り扱い[25]。
- 3月26日
  - 北海道旅客鉄道[26]
    - （新線開業） 北海道新幹線 新青森駅 - 新函館北斗駅(148.8 km)[27][28][注 7]。
    - （新駅開業） 奥津軽いまべつ駅（北海道新幹線 新青森駅 - 木古内駅間）[29]
    - （駅名改称） 新函館北斗駅 ← 渡島大野駅（函館本線）[26]
    - （駅廃止） 津軽今別駅（海峡線（津軽海峡線））[29]
    - （駅廃止） 花咲駅（根室本線）
    - （駅廃止） 上白滝駅（石北本線）
    - （駅廃止） 旧白滝駅（石北本線）
    - （駅廃止） 下白滝駅（石北本線）※ 下白滝信号場に変更
    - （駅廃止） 金華駅（石北本線）※ 金華信号場に変更
    - （駅廃止） 東追分駅（石勝線）※ 東追分信号場に変更
    - （駅廃止） 十三里駅（石勝線）※ 十三里信号場に変更
    - （駅廃止） 鷲ノ巣駅（函館本線）※ 鷲ノ巣信号場に変更
    - （信号場改称） 湯の里知内信号場 ← 知内信号場（海峡線）[30]
    - （直通運転終了） スーパーカムイ・エアポート
    - （乗車券制度制定）「青春18きっぷ北海道新幹線オプション券」を導入[注 8][31]。

  - 道南いさりび鉄道
    - （経営移管） 江差線（五稜郭-木古内）[32]。

  - 東日本旅客鉄道
    - （新駅開業）  石巻あゆみ野駅（仙石線 陸前赤井駅 - 蛇田駅間）[33]
    - （新駅開業）  小田栄駅（南武線支線 川崎新町駅 - 浜川崎駅間）[34][35]
    - （駅廃止）  大志田駅（山田線）[36]
    - （駅廃止）  浅岸駅（山田線）[36]
    - （Suica導入）陸羽東線北浦駅、陸前谷地駅（仙台エリア拡大）、東北新幹線古川駅（新幹線定期券仙台エリア拡大）、北陸新幹線安中榛名駅 - 上越妙高駅（首都圏新幹線IC定期券拡大）[37]。

  - 東海旅客鉄道
    - （運転再開） 名松線 家城駅 - 伊勢奥津駅（2009年10月8日から台風による被害のため運休していた）[38]
    - （運転区間短縮） しなの（東海道本線 名古屋駅 − 米原駅間）
    - （改札省略） 東海道新幹線の指定席とグリーン席の車内改札を廃止[39][40][注 9]。

  - 西日本旅客鉄道
    - （ICOCA導入） 姫新線 姫路駅 - 播磨新宮駅間、播但線 姫路駅 - 寺前駅間、加古川線 加古川駅 - 西脇市駅間で使用可能になる[41]。
    - （新駅開業）  摩耶駅（東海道本線 六甲道駅 - 灘駅間）[42][43][44][45]
    - （新駅開業）  東姫路駅（山陽本線 姫路駅 − 御着駅間）[43][44][45][46]
    - （運転終了）しなの（東海道本線 米原駅 − 大阪駅間）

  - 九州旅客鉄道[47]
    - （運転終了） くまがわ・川内エクスプレス
    - （運転区間短縮） 九州横断特急（鹿児島本線・肥薩線 熊本駅 − 人吉駅間）
    - （減便）・（増結）・（車掌乗務開始） 九州横断特急 （豊肥本線・日豊本線 熊本駅 − 別府駅間）
    - （延長運転） いさぶろう・しんぺい1号・4号（鹿児島本線・肥薩線 熊本駅 − 人吉駅間）
    - （新駅開業）  西熊本駅（鹿児島本線 熊本駅 − 川尻駅間）
    - （線路切り替え・駅高架化）  谷山駅 - 慈眼寺駅間（指宿枕崎線）

  - 仙台市交通局
    - （相互利用開始）交通系10種のICが利用可能になる。ただし片乗り入れとなる。日本の公営地下鉄全路線で相互10種のICが導入完了になる[48]。

  - 東京地下鉄
    - （有効期間変更）東京地下鉄一日乗車券を特定日から24時間券に変更[49]。

  - 東武鉄道・西武鉄道・横浜高速鉄道・東京メトロ
    - （列車愛称新設）東武東上本線（急行）又は西武池袋線・西武有楽町線（快速急行）と横浜高速鉄道みなとみらい線（特急）を、東京メトロ副都心線（急行）・東急東横線（特急）を経由して直通する「Fライナー」が運行開始。日中に約30分間隔で運行する[50]。
- 3月27日
  - えちぜん鉄道・福井鉄道[51][52]
    - （相互乗り入れ開始） えちぜん鉄道三国芦原線 鷲塚針原駅 - 福井鉄道福武線 越前武生駅間（田原町駅経由）

  - 福井鉄道
    - （駅名改称） 商工会議所前駅 ← 木田四ツ辻駅（福武線）[52]
    - （駅名改称） 足羽山公園口駅 ← 公園口駅（福武線）[52]
    - （駅名改称・駅移設） 福井駅駅 ← 福井駅前駅（福武線） （福井駅西口広場方面に143m移設）[52][53]

### 4月
- 4月1日
  - 日本貨物鉄道
    - （第二種鉄道事業廃止） 紀勢本線 亀山駅 - 鵜殿駅 (176.6 km)[54]
    - （第二種鉄道事業廃止） 伊勢線 河原田駅 - 津駅 (22.3 km)[54]

  - 南阿蘇鉄道
    - （周年）南阿蘇鉄道開業（国鉄転換）30周年。

  - 京福電気鉄道
    - （新駅開業）  撮影所前駅（北野線 帷子ノ辻駅 - 常盤駅間）[55]
- 4月3日
  - IZY（イージー）
    - （列車運行開始）TGVの国際線タリスの廉価版IZY（パリ北駅 - ブリュッセル南駅間）[56]
- 4月6日
  - 東日本旅客鉄道
    - （駅ナンバリング・3レターコード導入）首都圏276駅に駅ナンバリング、主要駅にスリーレターコードを導入[57]
- 4月23日
  - えちごトキめき鉄道
    - （列車運行開始） リゾート列車「雪月花」運行開始[58]
- 4月27日
  - 東京地下鉄
    - （再発防止策発表）九段下駅で発生した事故についての再発防止策を発表した[59]
- 4月29日
  - 西日本旅客鉄道
    - （博物館開館）京都鉄道博物館グランドオープン[60]。
- 4月30日
  - KORAIL
    - （再開業） 孝昌公園前駅 （龍山線龍山駅 - 孔徳駅）

### 5月
- 5月6日
  - 湖南磁浮交通発展股份有限公司
    - （試験開業） 長沙中低速リニアモーターカー線（全長18.55 km）[61]
- 5月11日
  - 台湾鉄路管理局
    - （相互利用開始） 台湾の愛金卡公司が発行する電子マネーicash(2.0)がエリア内の対応する改札機で利用可能に[62]
- 5月18日
  - 　福州地下鉄
    - （新規開業） 1号線　三叉街-火車南駅
- 5月20日
  - ロサンゼルス郡都市圏交通局
    - （延伸開業）エクスポライン カリフォルニア州ロサンゼルス（カルバーシティ） - サンタモニカ間[63]。

### 6月
- 6月1日
  - 　スイス連邦鉄道
    - （開通） 世界最長のゴッタルドベーストンネル(57.1 km)の開通式典が行われ、1番列車がトンネルを通過した[64]。
- 6月10日
  - 能勢電鉄
    - （相互利用開始）妙見線・日生線全線全駅で10種の交通系ICカード全国相互利用開始[65][注 10]。
- 6月26日
  -  高雄捷運
    - （新規開業） 環状軽軌第1段階 凱旋中華駅 - 高雄展覧館駅 : 2.4 km[66][67][68]。
    - （新駅開業） 夢時代駅、経貿園区駅、軟体園区駅、高雄展覧館駅
- 6月28日
  -  台湾鉄路管理局
    - （相互利用開始）花蓮駅 - 台東駅- 枋寮駅間のIC化により、全線全駅の対応が完了[69][70]。

  -  深圳地下鉄
    - （開通） 11号線 福田駅 - 松崗駅

  -  長沙地下鉄
    - （開通） 1号線 開福区政府駅 - 尚双塘駅

  -  南寧軌道交通
    - （開通） 1号線 南湖駅 - 南寧東駅
- 6月29日
  -  台湾鉄路管理局
    - （新駅開業）縦貫線三姓橋駅（新竹駅 - 香山駅間）[71][72][73]
- 6月30日
  -  高雄市政府文化局
    - （博物館開館）哈瑪星台湾鉄道館開館。一般公開は7月3日から。

### 7月
- 7月1日
  - スルッとKANSAI協議会
    - （終了告知）スルッとKANSAIカードは2017年3月31日で販売終了。利用は2018年1月31日まで[74][注 11] と発表された。

  - 台湾高速鉄道[75]
    - （路線開業） 台湾高速鉄道 台北駅 - 南港駅 : 9.202 km
    - （新駅開業） 南港駅

  - 台北捷運
    - （相互利用開始）　全改札機で一卡通に対応[76][77]

  - 高雄捷運
    - （相互利用開始）　悠遊カード、icash2.0、HappyCashでの利用が可能に[77]。ただし悠遊カードでの券売機・チャージ機は未対応。

  - 阿武隈急行
    - （周年）阿武隈急行線（槻木駅-丸森駅）開業（国鉄転換）30周年。
- 7月2日
  - 西武鉄道
    - （料金改定）特急料金の変更[78]。
- 7月4日
  - 名古屋市交通局
    - （女性専用車両導入）名古屋市営地下鉄名城線・名港線平日の始発から9:00まで、右回りは10,11,12番乗車口・左回りは7,8,9番乗車口・車両は23XX[79]。
- 7月14日
  - KORAIL
    - (線路移設・複線化) - 慶全線 晋州駅 - 光陽駅：51.5 km[80][81]
    - （駅廃止） 慶全線：柳樹駅・多率寺駅・良甫駅・玉谷駅・骨若駅[80]
- 7月15日
  - 水島臨海鉄道
    - （路線廃止） 西埠頭線 三菱自工前駅 - 西埠頭駅 (0.8 km)[54]
    - （駅廃止） 西埠頭駅（西埠頭線）
- 7月20日
  - 西日本旅客鉄道
    - （駅ナンバリング導入）近畿エリア12路線に駅番号導入を発表[82]。
- 7月26日
  - 日本の鉄道各社
    - （要望） ゲームアプリ『Pokémon GO』作中のポケモンが鉄道施設に出現しないように運営元に要請。歩きスマホ等による接触・転落事故や立入禁止区域等の侵入が全国で相次いでいるため[83]。
- 7月29日
  - 東海旅客鉄道
    - （発売開始）「ＪＲ東海＆16私鉄 乗り鉄☆たびきっぷ」が発売開始。私鉄は伊豆箱根鉄道（駿豆線）・岳南電車・静岡鉄道・遠州鉄道・天竜浜名湖鉄道・豊橋鉄道・愛知環状鉄道・東海交通事業（城北線）・名古屋臨海高速鉄道・伊勢鉄道・三岐鉄道（北勢線）・樽見鉄道・養老鉄道・長良川鉄道・明知鉄道・近江鉄道の東海地区のJR東海に接する16社局[注 12][84]。通年の土・日・祝日で4月27日～5月6日、8月11日～20日、12月28日～翌年1月6日を除く。
- 7月30日
  - 仁川交通公社
    - （新規開業） 2号線 黔丹梧柳駅 - 雲宴駅 : 29.2 km[85]
    - （新車両）  仁川交通公社2号線：2000系電車
- 7月31日
  - 成都軌道交通有限公司
  - （新規開業） 成都軌道交通3号線[86]

### 8月
- 8月1日
  - メトロ・リオ
    - （新規開業） リオデジャネイロ地下鉄4号線 : 16 km[87]
- 8月6日
  - バンコク・メトロ
    - （新規開業） パープルライン クローンバーンパイ駅 - タオプーン駅 : 20.94 km[88]

  - 天津地下鉄
    - （新規開業） 6号線 長虹公園駅 - 南翠屏駅
- 8月19日
  -  ロンドン交通局
    - （24時間運行）ロンドン地下鉄（セントラル線、ヴィクトリア線）で週末限定の24時間運行サービス開始[89]

  -  鄭州地下鉄
    - （開業） 鄭州地下鉄2号線 劉庄 - 南四環
- 8月31日
  - 台湾鉄路管理局
    - （相互利用開始） 遠鑫電子票證公司が発行する電子マネーHappyCash(有錢卡)が全ての駅で利用可能に[90]。

### 9月
- 9月8日
  - 大邱都市鉄道公社
    - （延伸開業）大邱都市鉄道公社1号線舌化椧谷駅 - 大谷駅 :2.3 km[91]
    - （新駅開業）舌化椧谷駅・花園駅
- 9月10日
  - 台湾鉄路管理局
    - （駅移転） 台中線豊富駅（高鉄苗栗駅隣に新駅舎）[92]

  -  中国鉄路総公司
    - （開通） 鄭徐旅客専用線 鄭州東駅 - 徐州東駅
- 9月24日
  - 韓国鉄道公社[93][94]
    - （新規開業）京江線 (城南-驪州)(首都圏電鉄京江線) 板橋駅 - 驪州駅間：56.0 km
    - （新車両）  京江線 (城南-驪州)(首都圏電鉄京江線)：371000系電車
- 9月30日
  - スルッとKANSAI協議会
    - （発売終了）スルッとKANSAI 3dayチケット全国版発売終了[95]。

  - 東日本旅客鉄道
    - （路線短縮） 東海道本線貨物支線（東海道貨物線：浜松町駅 - 浜川崎駅間） (20.0 km ← 20.6 km)[96]。

### 10月
- 10月1日
  - 日本貨物鉄道
    - （路線廃止） 日豊本線貨物支線（苅田港線） 小波瀬西工大前駅 - 苅田港駅 (4.6 km)[97]
    - （駅廃止） 苅田港駅（苅田港線）
- 10月6日
  - 野岩鉄道
    - （周年）野岩鉄道会津鬼怒川線開業30周年。
- 10月11日
  - 万葉線
    - （駅名改称） 西新湊駅 ← 射水市新湊庁舎前駅（新湊港線）[98]
- 10月16日
  - 台湾鉄路管理局
    - （高架化） 台中線豊原駅 - 大慶駅間21.7 km[99]。
- 10月23日
  - 香港MTR[100]
    - （新規開業）観塘線（観塘線延線）油麻地駅 - 黄埔駅
    - （新駅開業）何文田駅、黄埔駅
- 10月25日
  - 九州旅客鉄道
    - （株式上場）[101]。
- 10月27日
  - 台湾高速鉄路公司
    - （株式上場）[102]
- 10月28日
  - 深圳地下鉄
    - （新規開業） 7号線 西麗湖駅 - 太安駅
    - （新規開業） 9号線 紅樹湾南駅 - 文錦駅
- 10月31日
  - 福岡市交通局・西日本鉄道
    - （払い戻し終了）よかねっとカード払い戻し終了[103]。以後はカードが無効になる。

### 11月
- 11月1日
  - 秋田内陸縦貫鉄道
    - （周年）秋田内陸縦貫鉄道秋田内陸線の阿仁合線と角館線部分開業（国鉄転換）30周年。
- 11月8日
  - 西安地下鉄
    - （新規開業）3号線：魚化寨駅 - 港務区駅間 39.15 km
- 11月21日
  - 釜山交通公社
    - (駅名変更) - 市立美術館駅→BEXCO駅[104][105]。

### 12月
- 12月1日
  -  台北捷運公司
    - （相互利用開始） 遠鑫電子票證公司が発行する電子マネーHappyCash(有銭卡)が台北捷運全線全駅で（台北市、新北市の市内バス路線も合わせて）利用可能に[106]。
- 12月5日
  - 北海道旅客鉄道
    - （路線廃止） 留萌本線 留萌駅 - 増毛駅 (16.7 km)[107][108]
    - （駅廃止） 瀬越駅、礼受駅、阿分駅、信砂駅、舎熊駅、朱文別駅、箸別駅、増毛駅（留萌本線）[107][108]
- 12月6日
  -  トレノルド
    - （新規開業）ブスト・アルシーツィオ - マルペンサ空港線、マルペンサエクスプレス、ティチーノ近郊鉄道S40線 S50線 マルペンサ空港第1ターミナル駅 - マルペンサ空港第2ターミナル駅 (3.4 km)
- 12月9日
  -  SR[109][110]
    - （新規開業）水西平沢高速線 : 60.9 km[80]
    - （新駅開業） 水西駅・東灘駅・芝制駅（水西平沢高速線）
    - (列車運行開始) SRT
    - （新車両）  SR130000系電車
- 12月11日
  - 長良川鉄道
    - （周年）長良川鉄道越美南線開業（国鉄転換）30周年。
- 12月15日
  -  ソウルメトロ
    - （駅名改称） 蚕室セネ駅 ← 新川駅（2号線）
- 12月17日
  - 西日本旅客鉄道
    - （ICOCA導入）紀勢本線・新宮駅、紀伊勝浦駅、太地駅、古座駅、串本駅、周参見駅、白浜駅、紀伊田辺駅、南部駅、御坊駅、湯浅駅、藤並駅、箕島駅の和歌山県内の13駅。
上記の駅と既存の近畿圏ICOCAと相互間のみ利用可能で定期券は発行しない[注 13][111]。
    - （ICOCA導入）山陰本線・出雲市駅 - 伯耆大山駅、伯備線・根雨駅、生山駅、新見駅。「岡山・福山地区ICOCAエリア」との間で跨いで利用することが可能。出雲市 - 伯耆大山間ではICOCA定期券の利用も開始[112][注 14][注 15]。
- 12月18日
  - 青島地下鉄
    - （延伸） 3号線 青島駅 - 双山駅 13.53 km
- 12月22日
  - 九州旅客鉄道
    - （位置情報提供）「JR九州アプリ」内の列車位置情報システム「どれどれ」運用開始により、リアルタイムの列車位置情報が配信開始[113]。
- 12月24日
  - 西日本旅客鉄道
    - （新車両）  大阪環状線に新型車両323系（大型20m3扉車8両編成）投入
- 12月26日
  - 合肥軌道交通
    - （新規開業） 1号線 合肥駅 - 九聯圩駅

  - 昆明地下鉄
    - （延伸開業） 1号線支線 春融街駅 - 昆明南駅
- 12月28日
  -  台湾鉄路管理局[114][115]。
    - （延伸開業） 深澳線 海科館駅 - 八斗子駅 0.4 km
    - （再開業） - 八斗子駅

  -  香港特別行政区香港MTR[116]
    - （新規開業） 南港島線 金鐘駅 - 海怡半島駅 約7km
    - （新駅開業） 海洋公園駅、黄竹坑駅、利東駅、海怡半島駅

  - 武漢地下鉄
    - （延伸） 2号線 金銀潭駅 - 天河空港駅
    - （新規開業）  6号線 東風公司駅 - 金銀湖公園駅36.1 km

  - 広州地下鉄
    - （延伸） 6号線 長湴駅 - 香雪駅 17.6 km
    - （新規開業） 7号線 広州南駅 - 大学城南駅 18.6 km

  - 仏山地下鉄
    - （延伸） 1号線 魁奇路駅 - 新城東駅 6.7 km

  -  重慶軌道交通
    - （延伸） 3号線(支線) 碧津駅 - 挙人壩駅10.0 km

  -  南寧軌道交通
    - （延伸） 1号線 石埠駅 - 南湖駅

  -  中華人民共和国の高速鉄道
    - （全線開業） 滬昆高速鉄道 貴陽北駅 - 昆明南駅 463 km
    - （全線開業） 雲桂線鉄道 百色駅 - 昆明南駅 486 km
    - （開業） 昆玉線鉄道 昆明南駅 - 玉溪駅
- 12月30日
  - KORAIL（11月12日→無期限延期→12月30日）[80][117][118]
    - （路線名変更) 東海南部線→東海線
    - (線路移設・複線電化) - 東海線（東海電鉄線）広域鉄道区間（旧東海南部線）釜田駅 - 日光駅
    - (駅名変更) 東海線：巨堤駅→巨堤ヘマジ駅、水営駅→センタム駅、海雲台駅→新海雲台駅
    - (新駅開業) - 教大駅・オシリア駅
    - (駅移設・駅名変更) - 南門口駅→巨堤駅、佑一駅→BEXCO駅
    - (再開業) - 東萊駅・安楽駅・栽松駅・日光駅
    - (新車両)  381000系電車
- 12月31日
  -  北京地下鉄
    - （新規開業）16号線 北安河駅 - 西苑駅22.3 km

  -  天津地下鉄
    - （延伸）6号線 南孫荘駅 - 長虹公園駅

## 主なダイヤ改正
- 1月20日
  - 札幌市交通局（地下鉄東豊線）[119]
- 1月31日
  - 阪堺電気軌道（住吉公園停留場廃止に伴う変更）[120]
- 3月12日
  - 埼玉新都市交通[121]
  - 大井川鐵道[122]
  - 筑豊電気鉄道[123]
- 3月18日
  - 福岡市交通局（地下鉄七隈線）[124]
- 3月19日
  - 近畿日本鉄道[125]
  - 京阪電気鉄道（本線、鴨東線、中之島線、宇治線、交野線）[126]
  - 阪急電鉄（神戸本線）[127]
  - 阪神電気鉄道[128]
  - 山陽電気鉄道[129]
  - 伊賀鉄道[130]
  - 養老鉄道[131]
- 3月26日
  - JRグループ各社
    - 北海道旅客鉄道（※北海道新幹線開業関連を含む）[26]
    - 東日本旅客鉄道（※北海道新幹線開業関連を含む）[132]
    - 東海旅客鉄道（※しなの大阪乗り入れ中止、名松線の全面復旧）[133]
    - 西日本旅客鉄道[134]
    - 四国旅客鉄道[135]
    - 九州旅客鉄道
    - 日本貨物鉄道[136]

  - 小田急電鉄[137]
  - 東京地下鉄（日比谷線、東西線、千代田線、有楽町線、半蔵門線、副都心線）[138]
  - 青い森鉄道[139]（※浅虫温泉シャトルの増発）
  - IGRいわて銀河鉄道[140]
  - 北越急行ほくほく線[141]（※超快速の増発）
  - えちごトキめき鉄道[142]
  - 愛知環状鉄道[143]
  - WILLER TRAINS（京都丹後鉄道）[144]
  - 由利高原鉄道[145]
  - 東武鉄道（野田線・東上線）（野田線 大宮 - 春日部間での急行運転開始など）[146][147]
  - 西武鉄道[148]
  - 東京急行電鉄（東横線、目黒線、田園都市線、大井町線、池上線、東急多摩川線、世田谷線、こどもの国線）[149]
  - 秋田内陸縦貫鉄道[150]
  - ひたちなか海浜鉄道[151]
  - 銚子電気鉄道[152]
  - 千葉都市モノレール[153]
  - 東葉高速鉄道[154]
  - 上田電鉄[155]
  - しなの鉄道[156]
  - アルピコ交通[157]
  - 近江鉄道[158]
  - 肥薩おれんじ鉄道[159]
  - 東京臨海高速鉄道[160]
  - 富山地方鉄道[161]
  - 阿武隈急行[162]
  - わたらせ渓谷鐵道[163]
  - 真岡鐵道[164]
  - 富士急行[165]
  - くま川鉄道[166]
  - 三陸鉄道[167]
  - のと鉄道[168]
  - 明知鉄道[169]
  - 樽見鉄道[170]
  - 北陸鉄道[171]
  - 阿佐海岸鉄道[172]
  - 島原鉄道[173]
  - 平成筑豊鉄道[174]
  - 甘木鉄道[175]
  - 天竜浜名湖鉄道[176]
- 3月27日
  - えちぜん鉄道三国芦原線・福井鉄道福武線（相互乗り入れ開始）[177][178]
- 3月28日
  - 神戸新交通（ポートライナー）[179]
- 4月1日
  - 北陸鉄道（石川線）[180]
  - 京福電気鉄道（撮影所前駅開業）[181]
  - 熊本市交通局[182]
- 4月2日
  - 山万[183]
- 4月4日
  - 広島電鉄[184]
- 4月21日
  - 台湾鉄路管理局（太魯閣号や普悠瑪号の増発・運行区間拡大など。）[185]
- 5月14日
  - 南海電気鉄道（高師浜線）[186]
- 5月15日
  - 中国鉄路総公司（高速列車を大量増発、充実など10年ぶりの大改正）[187]
- 5月21日
  - 神戸電鉄[188]
- 6月1日
  - 湘南モノレール（湘南モノレールのダイヤ改正は1993年4月以来23年ぶり）[189]
- 7月1日
  - 台湾高速鉄道（南港駅延伸開業に伴う再編）[75]
- 7月4日
  - 高雄捷運（環状軽軌）運行時間拡大・増発[190]
- 7月9日
  - 和歌山電鐵（貴志川線）[191]
- 7月18日
  - 札幌市営地下鉄（東豊線）[192]
- 8月5日
  - 伊予鉄道[193]
- 9月16日
  - 京王電鉄（京王線・井の頭線）[194]
- 9月17日
  - ひたちなか海浜鉄道[195]
  - 名古屋鉄道（瀬戸線） - 詳細は「2005年からの名古屋鉄道ダイヤ改正」を参照
- 10月15日
  - 首都圏新都市鉄道（つくばエクスプレス）[196]
- 10月20日
  - 台湾鉄路管理局（従業員の法定休日適用厳格化に伴う低乗車率列車の削減、台中線高架化を反映、縦貫線普悠瑪号増発など）[197]
- 12月9日
  - KORAIL（韓国高速鉄道他：SRT運行に伴うKTXの停車駅再編、増便など）[198]

## 災害・不通・事故・事件など
東日本大震災に関するものは東日本大震災による鉄道への影響も参照。

### 1月
- 1月6日
  - ソウルメトロ
    - （インシデント）4号線で、停電によりトンネル内で停止した列車の乗客が、乗務員の指示を無視して避難[199]。
- 1月16日
  - JR東海
    - （不祥事）品川駅の切符販売窓口の社員が、カシオペアのスイートの不正発券を行っていたことが判明[200]。
- 1月26日
  - ソウルメトロ
    - （事件）ソウル駅駅〜市庁駅間を走行していた電車の車内で男が刃物を振り回し、一部の乗客が逃げる際に負傷した[201]。
- 1月27日
  - JR東日本
    - （不祥事）山手線外周り運転中の運転士が私用でスマートフォンを使用していたことが乗客により発覚[202]。

### 2月
- 2月3日
  - ソウルメトロ
    - （人身事故）1号線ソウル駅駅で80代女性のハンドバッグが電車のドアに挟まり、女性は引き抜こうとして電車のドアとホームドアの間に挟まれ、電車がそのまま出発したため、女性は7mほど引きずられた後線路に落ち、頭を強く打って死亡した。警察は、運転手が安全マニュアルを順守していたかどうかなどを調べる方針[203]。

  - 仁川交通公社
    - （トラブル）この日開通した仁川空港磁気浮上鉄道で、一番列車が運転開始から8分後に制限速度を超えて緊急停止した[204]。
- 2月5日
  - JR北海道
    - （トラブル）函館本線の嵐山トンネルで氷を除去していた作業員が誤って信号機の電源ケーブルを切断し、特急「スーパーカムイ」12本以上を含む16本以上が運休した[205]。

  - JR東日本
    - （トラブル）磐越西線猿和田駅で新津発会津若松行き上り普通列車が約100mオーバーランし、踏切が誤作動する可能性があるため後退せず次の駅へ向かった。猿和田駅で降車予定だった乗客は次の駅で下り列車に乗り換えて戻り、猿和田駅で乗車予定だった客はJR東日本が用意したタクシーで目的地へ向かった。運転士は「停車駅であることをうっかり忘れてしまった」と話した[206]。
- 2月6日
  - 台湾高速鉄道
    - （災害）地震の影響で台中駅以南が全面運休。
- 2月7日
  - 沖縄都市モノレール
    - （事件）北朝鮮によるミサイル発射の影響で沖縄都市モノレール線（ゆいレール）が数分間運転を見合わせた[207]。

  - JR東海
    - （トラブル）関西本線弥富駅に停車していた四日市発名古屋行き普通電車（2両編成）の車内で乗客が乗務員に「アンモニア臭がする」と通報し、当該列車の乗客約20人が後続列車に乗り換えたほか、関西本線が桑名駅 - 名古屋駅間で一時運転を見合わせた。当該列車の1両目の床には液体がこぼれていた[208]。

  - JR北海道
    - （インシデント）北海道北斗市の北海道新幹線の線路上に小型の無人飛行機が墜落・粉砕し、列車の試験走行が一時中断した[209]。
- 2月8日
  - 相模鉄道
    - （不祥事・事件）二俣川駅の係員が遺失物のPASMOを着服[210]。
- 2月9日
  - 
    - （事故）バイエルン州のバード・アイブリング周辺のマングファル谷線で列車同士が正面衝突し、一方が脱線、少なくとも4人が死亡し、約100人が負傷した[211]。（英語版）

  - JR北海道
    - （トラブル）北海道新幹線の竜飛定点を出発した直後の訓練中の列車が、指令センターの担当者が電源の切り替えを間違えて停電し立ち往生した[212]。
- 2月12日
  - 阪急電鉄
    - （書類送検）石橋駅で電車にひかれたふりをして撮影した写真をSNSに投稿で3人を鉄道営業法違反容疑で書類送検[213]。
- 18日
  - JR東日本
    - （トラブル）常磐線石岡駅で旧日本軍の砲弾が見つかり、常磐線が長時間運転を見合わせるなどの影響が出た[214]。
- 20日
  - JR西日本
    - （事件）山陽本線野洲発網干行き快速電車で座席に液体、女子高校生が負傷[215]。

### 3月
- 3月9日
  - 名古屋市交通局
    - （事件）女子高校生が名古屋市営地下鉄名城線砂田橋駅で線路に入ってTwitterに投稿[216]。
- 3月15日
  - JR東日本
    - （トラブル）高崎線籠原駅にて腐食したがいしにより絶縁不良が発生し火災が発生、17日13時まで運転を見合わせた[217][218][219]。
- 3月22日
  - ブリュッセル地下鉄
    - （事件）マールベーク駅で自爆テロが発生し、20人が死亡した[220]。
- 3月25日
  - JR東日本
    - （事件）東北新幹線盛岡駅でこまち24号で白い粉の不審物で乗客が避難[221]
- 3月26日
  - 東海旅客鉄道
    - （運転再開） 名松線 家城駅 - 伊勢奥津駅 (17.7 km)（平成21年台風第18号のため2009年10月8日から不通）[222]

### 4月
- 4月4日
  - 東京メトロ
    - （事故）半蔵門線九段下駅でベビーカーがドアに挟まれて走行してベビーカーを破損[223]。
- 4月7日
  - 名古屋鉄道
    - （落下事故）名古屋本線呼続駅でホーム上屋の付属品が落下2名負傷[224]。
- 4月14日
  - 各社
    - （災害・不通） 熊本地震（前震）により複数の路線が不通[225]。

  - 九州旅客鉄道
    - （脱線事故）九州新幹線熊本駅付近で熊本地震（前震）による回送列車の脱線事故[226]。
- 4月15日
  - 長良川鉄道
    - （事故・不通） 越美南線 美濃太田駅 - 北濃駅 (72.1 km) （母野駅 - 洲原駅間で発生した脱線事故のため）[227]
- 4月16日
  - 各社
    - （災害・不通） 熊本地震（本震）により複数の路線が不通[228]。
- 4月17日
  - 長良川鉄道
    - （運転再開） 越美南線 美濃太田駅 - 関駅 (12.0 km) （脱線事故のため4月15日から不通）[229]

  - くま川鉄道
    - （運転再開） 湯前線 人吉温泉駅 - 湯前駅 (24.8 km) （熊本地震のため4月16日から不通）[230]
- 4月18日
  - 長良川鉄道
    - （運転再開） 越美南線 関駅 - 美濃市駅 (5.7 km) （脱線事故のため4月15日から不通）[231]

  - 九州旅客鉄道
    - （運転再開） 鹿児島本線 荒尾駅 - 熊本駅 (45.0 km) （熊本地震のため4月16日から不通）[232]

  - 肥薩おれんじ鉄道
    - （運転再開） 肥薩おれんじ鉄道線 八代駅 - 肥後高田駅 (4.8 km) （熊本地震のため4月16日から不通）[232]

  - 熊本電気鉄道
    - （運転再開） 藤崎線 藤崎宮前駅 - 北熊本駅 (2.3 km) （熊本地震のため4月16日から不通）[233]
    - （運転再開） 菊池線 北熊本駅 - 御代志駅 (7.4 km) （熊本地震のため4月16日から不通）[233]
- 4月19日
  - 九州旅客鉄道
    - （運転再開） 豊肥本線 熊本駅 - 肥後大津駅 (22.6 km) （熊本地震のため4月14日から不通）[234]

  - 熊本市交通局（熊本市電）
    - （運転再開） 田崎線 田崎橋停留場 - 熊本駅前停留場 (0.5 km) （熊本地震のため4月16日から不通）[235]
    - （運転再開） 幹線 熊本駅前停留場 - 水道町停留場 (3.3 km) （熊本地震のため4月16日から不通）[235]
    - （運転再開） 水前寺線 水道町停留場 - 水前寺公園停留場 (2.5 km) （熊本地震のため4月16日から不通）[235]
    - （運転再開） 健軍線 水前寺公園停留場 - 神水・市民病院前停留場 (1.5 km) （熊本地震のため4月16日から不通）[235]
    - （運転再開） 上熊本線 上熊本駅前停留場 - 辛島町停留場 (2.9 km) （熊本地震のため4月16日から不通）[235]
- 4月20日
  - 九州旅客鉄道
    - （運転再開） 九州新幹線 新水俣駅 - 鹿児島中央駅 (94.8 km) （熊本地震のため4月14日から不通）[236]

  - 熊本市交通局（熊本市電）
    - （運転再開） 健軍線 神水・市民病院前停留場 - 健軍町停留場 (1.5 km) （熊本地震のため4月16日から不通）[237]

  - 個人
    - （書類送検）岐阜県警中津川署は中央本線で撮り鉄5人を鉄道営業法違反容疑で書類送検[238]
- 4月21日
  - 九州旅客鉄道
    - （運転再開） 鹿児島本線 熊本駅 - 八代駅 (35.7 km) （熊本地震のため4月14日から不通）[239]
- 4月22日
  - 韓国鉄道公社（KORAIL）
    - （脱線事故）麗水で龍山発・麗水エキスポ行の列車が脱線、死者も出た[240]。
- 4月23日
  - 箱根ロープウェイ
    - （運転再開） 箱根ロープウェイ 大涌谷駅 - 姥子駅 (1.2 km) （箱根山の噴火警戒レベル引き上げのため2015年5月6日から運休）[241]

  - 九州旅客鉄道
    - （運転再開） 九州新幹線 博多駅 - 熊本駅 (118.4 km) （熊本地震のため4月14日から不通）[242]
    - （運転再開） 三角線 宇土駅 - 三角駅 (25.6 km) （熊本地震のため4月14日から不通）[243]

  - 熊本電気鉄道
    - （運転再開） 菊池線 上熊本駅 - 北熊本駅 (3.4 km) （熊本地震のため4月16日から不通）[244]

  - 名古屋鉄道
    - （事故）名鉄犬山線西春駅付近で赤池駅発の列車に踏切の竹製遮断棹が刺さったまま、終点の岩倉駅まで約4km走行[245]。
- 4月24日
  - 九州旅客鉄道
    - （運転再開） 肥薩線 八代駅 - 吉松駅 (86.8 km) （熊本地震のため4月16日から不通）[246]
- 4月25日
  - 近畿日本鉄道
    - （不祥事）名古屋発賢島行の特急列車に乗務中の伊勢中川-松阪間で運転士がスマートフォンを使用[247]。

  - 長良川鉄道
    - （運転再開） 越美南線 美濃市駅 - 北濃駅 (54.4 km) （脱線事故のため4月15日から不通）[248]
- 4月27日
  - 九州旅客鉄道
    - （運転再開） 九州新幹線 熊本駅 - 新水俣駅 (75.7 km) （熊本地震およびそれに伴う脱線事故のため4月14日から不通）[249][250][251][252]
- 4月28日
  - 九州旅客鉄道
    - （運転再開） 豊肥本線 豊後荻駅 - 豊後竹田駅 (12.8 km) （熊本地震のため4月16日から不通）[252]

### 5月
- 5月2日
  - 東海旅客鉄道
    - （不祥事）東海道新幹線のぞみ408号に乗務中の車掌が最後尾側（1号車側）の運転席で電子たばこによる喫煙[253]。
- 5月4日
  - 東日本旅客鉄道
    - （トラブル）JR東日本管内の新幹線44駅で電光掲示板が表示出来なくなった[254]。
- 5月6日
  - 西日本旅客鉄道
    - （インシデント）スーパーはくと1号で新大阪駅出発直後に緊急停止。京都駅-大阪駅でEB装置の電源を入れ忘れであった[255]。
- 5月9日
  - 東京地下鉄
    - （トラブル）東京メトロ銀座線渋谷駅で分岐器のレールが折損[256]。
- 5月16日
  - 東海旅客鉄道
    - （事件）東海道新幹線・静岡県走行中の「のぞみ38号」の車内で刃物を持った男が現れ、乗務中の女性車掌が負傷。掛川駅に臨時停車[257]。
- 5月18日
  - 東武鉄道
    - （脱線事故）東武東上線中板橋駅出発後に脱線[258]。
- 5月19日（ニュース掲載日）
  - 日本貨物鉄道
    - （不祥事・事件・逮捕）稲沢駅で廃車予定の電気機関車から部品を盗み社員と元アルバイト社員を逮捕[259]。
- 5月21日 - 5月28日
  - 近畿日本鉄道
    - （運休） 志摩線 鵜方駅 - 賢島駅 (3.2 km) [260][261]（伊勢志摩サミット開催関係）
- 5月25日
  - 韓国鉄道公社
    - （脱線事故） 仁川国際空港鉄道仁川国際空港駅構内で発車直後の木浦駅・麗水エキスポ駅行きKTX-山川が脱線[262]。

### 6月
- 6月4日
  - 台湾鉄路管理局
    - （脱線事故） 台東線富里駅 - 東竹駅間で莒光651次列車が脱線。翌日まで約24時間不通に。高温によるレールの変形が原因とみられる[263]。

  - 台湾鉄路管理局
    - （脱線事故） 台東線富源駅 - 光復駅間で自強307次列車（9両編成）の7-9号車が脱線。乗客2名が軽傷[264]。
- 6月27日
  - 西日本旅客鉄道
    - （災害・不通） 呉線 三原駅 - 忠海駅 (17.2 km) （大雨の影響による須波駅 - 安芸幸崎駅間の沿線での亀裂発生のため）[265][266]

### 7月
- 7月9日
  - 九州旅客鉄道
    - （運転再開） 豊肥本線 阿蘇駅 - 豊後荻駅 (25.3 km) （熊本地震のため4月14日から不通）[267][268]
- 7月12日
  - 東日本旅客鉄道
    - （運転再開） 常磐線 小高駅 - 原ノ町駅 (9.4 km) （東日本大震災および福島第一原子力発電所事故のため2011年3月11日から不通）[269][270][271][272][273]

  - フェロトラムビアーリア
    - （事故）イタリアのプーリア州のアンドリア郊外で列車同士が正面衝突し、27人が死亡した[274]（英語版）
- 7月15日
  - 西日本旅客鉄道
    - （運転再開） 呉線 三原駅 - 忠海駅 (17.2 km) （大雨の影響のため6月27日から不通）[266]
- 7月21日（ニュース掲載日）
  - 南海電鉄
    - （申告漏れ）2015年の3月期までの5年間で2億円の申告漏れを大阪国税局が指摘[275]
- 7月26日
  - 箱根ロープウェイ
    - （運転再開） 箱根ロープウェイ 早雲山駅 - 大涌谷駅 (1.4 km) （箱根山の噴火警戒レベル引き上げのため2015年5月6日から運休）[276][277]
- 7月27日
  - 富山地方鉄道
    - （災害・不通） 立山線 本宮駅 - 立山駅 (4.8 km) （大雨の影響による線路への土砂流入のため）[278]
- 7月31日
  - 南阿蘇鉄道
    - （運転再開） 高森線 中松駅 - 高森駅 (7.2 km) （熊本地震のため4月14日から不通）[279][280]

### 8月
- 8月2日
  - 富山地方鉄道
    - （運転再開） 立山線 本宮駅 - 立山駅 (4.8 km) （大雨の影響による線路への土砂流入のため7月27日から不通）[281]
- 8月5日
  - 大井川鐵道
    - （書類送検）蒸気機関車撮影で線路内に侵入した撮り鉄2人を静岡地検に書類送検[282]
- 8月17日
  - 東海旅客鉄道
    - （トラブル）亀山発鳥羽行き普通列車が停車予定の山田上口を通過[283]

### 9月
- 9月8日
  - 東海旅客鉄道
    - （不祥事）東海道新幹線で運転台に足を上げて運転（当該運転士は運転規定違反）[284]
- 9月12日
  - 東日本旅客鉄道
    - （不祥事）佐倉駅で乗務中の運転士が放尿（当該運転士は運転規定違反）[285]
- 9月23日（逮捕日）
  - 近畿日本鉄道
    - （事件）7年前からキセル乗車を繰り返したとして電子計算機使用詐欺と鉄道営業法違反の疑いで逮捕[286]

### 10月
- 10月3日
  - くま川鉄道
    - （切符販売中止）10月8日に発売予定であった特別応援切符の発売を中止した。人吉市と市議外議員らがLoseのアダルトゲーム「まいてつ」の登場人物に類似している、と指摘したためであったが、発売元のLoseは熊本地震からの復興のために無償で提供するなど、協力的な姿勢をとっていた。[287][288]

### 11月
- 11月8日
  - 福岡市交通局
    - （陥没事故）福岡市営地下鉄七隈線延伸工事でのトンネル掘削中に崩落が起こり、上部にある道路面が大規模に陥没した[289]。
- 11月11日
  - 九州旅客鉄道
    - （架線事故）鹿児島本線天拝山駅～原田駅間の下り線エアセクションで架線破断がみつかり停電。また、長崎本線牛津駅～肥前山口駅・吉野ケ里駅構内で架線損傷が見つかった。また、陣原駅・原田駅・肥前山口駅・南福岡車両区・長崎駅で複数の列車のパンタグラフに破損が見つかった。九州各線で遅れが生じ、11万人に影響した[290][291]。
- 11月5日・6日・19日・20日（合計4日）
  - 東京地下鉄
    - （運休）東京メトロ銀座線渋谷駅 - 表参道駅、青山一丁目駅 - 溜池山王駅（渋谷駅改造工事のため）[292][注 16]。

### 12月
- 12月10日
  - 東日本旅客鉄道
    - （運転再開） 常磐線 相馬駅 - 浜吉田駅 (震災前22.6 km→再開後23.2 km[注 17]) （東日本大震災のため2011年3月11日から不通、駒ケ嶺駅 - 浜吉田駅間は従来より内陸側に移設）[293][294][295][296][297]
- 12月11日
  - 西日本旅客鉄道
    - （事件） 新今宮駅突き落とし事件
- 12月18日
  - 東海旅客鉄道
    - （運転見合わせ） 東海道新幹線 浜松駅 - 豊橋駅、東海道本線 浜松駅 - 舞阪駅（浜松工場内で不発弾処理のため8:30から9:30(JST)まで運転を見合わせ[298]

## 鉄道車両

### 運転開始・運転終了・さよなら運転

#### 2月
- 2月7日
  - 富士急行
    - （運転終了） 2000系[299]
- 2月12日
  -  アメリカ合衆国 メトラ
    - （さよなら運転） 初代ハイライナー（メトラ電車線(ME線)）[300]
- 2月28日
  - 京成電鉄
    - （さよなら運転） AE100形

#### 3月
- 3月8日
  - 西日本旅客鉄道
    - （改造完了） N700系3000番台（N編成）から5000番台（K編成）。車番は元番号+2000（例783-3001→783-5001）[301]。
- 3月25日
  - 東海旅客鉄道
    - （運転終了） キハ40系、国鉄型気動車が全廃。国鉄型は211系0番台8両を残すのみとなった[302]。

#### 4月
- 4月27日
  - 山陽電気鉄道
    - （運転開始） 6000系

#### 5月
- 5月21日
  - 神戸電鉄
    - （運転開始） 6500系

#### 6月
- 6月18日
  -  アメリカ合衆国 アムトラック
    - （さよなら運転） AEM-7形電気機関車[303]
- 6月25日
  - 札幌市営地下鉄
    - （さよなら運転） 7000形（東豊線）
- 6月26日
  - 湘南モノレール
    - （さよなら運転） 500形

  - 埼玉新都市交通
    - （さよなら運転） 1010系

#### 9月
- 9月19日
  - 　名古屋鉄道
    - （運転開始） 3300系（瀬戸線・暫定的に3306Fが入線）

#### 10月
- 10月19日
  - 九州旅客鉄道
    - （運転開始）BEC819系
- 10月27日
  - 東日本旅客鉄道
    - （運転終了）205系（埼京線）

#### 12月
- 12月24日
  - 西日本旅客鉄道
    - （運転開始）323系

### 新系列・新形式
- 西日本旅客鉄道
  - 323系電車
- 九州旅客鉄道
  - BEC819系電車
- 東京地下鉄
  - 13000系電車
- 西日本鉄道
  - 9000形電車
- 西武鉄道
  - 40000系電車
- 韓国鉄道公社
  - 371000系電車
  - 381000系電車
- 台北捷運公司
  - 台北捷運環状線電車

### 消滅形式
- 札幌市交通局
  - 7000形電車
- 湘南モノレール
  - 500形電車
- 京成電鉄
  - AE100形電車
- 富士急行
  - 2000系電車
- 埼玉新都市交通
  - 1000系電車
- 名古屋鉄道
  - デキ400形機関車
- アメリカ合衆国 メトラ
  - 初代ハイライナー

### 受賞
- ブルーリボン賞 - 阪神電気鉄道 5700系電車
- ローレル賞
  - 東日本旅客鉄道 HB-E210系気動車
  - 四日市あすなろう鉄道 新260系電車
- グッドデザイン賞
  - 東日本旅客鉄道 E3系700番台電車「GENBI SHINKANSEN」
  - えちごトキめき鉄道 ET122形1000番台気動車
- その他
  - ウッドデザイン賞2016（ウッドデザイン賞運営事務局 林野庁補助事業）ライフスタイルデザイン部門（建築空間分野）奨励賞　審査委員長賞 - えちごトキめき鉄道 ET122形1000番台気動車[304][305]
  - 2016年アジアデザイン賞（香港デザインセンター）銀賞 - えちごトキめき鉄道 ET122形1000番台気動車[306]
  - 2016年SBIDインターナショナルデザイン賞（英国国際デザイン協会）公共デザイン部門最優秀賞 - えちごトキめき鉄道 ET122形1000番台気動車[307][308]
  - 平成28年照明普及賞（照明学会）[309][310]
    - えちごトキめき鉄道 ET122形1000番台気動車
    - 東京地下鉄 1000系電車（特別仕様車両）

  - 2016年度ふるさと名品オブ・ザ・イヤー（ふるさと名品オブ・ザ・イヤー実行委員会）コト部門地方創生賞 - えちごトキめき鉄道 ET122形1000番台気動車[311]

## その他
- 3月
  - 東日本旅客鉄道
    - 常磐線の東日本大震災および福島第一原子力発電所事故による不通区間のうち、帰還困難区域を通過する富岡駅 - 浪江駅間(20.8 km)について、2020年春の運転再開を目指す方針を発表。3月18日に復旧工事を着工[312][313]。